# シルヤ・ヴァルター
シルヤ・ヴァルター（Silja Walter、1919年4月29日 - 2011年1月31日）は、スイスの詩人、小説家、ベネディクト会ファー修道院の修道女。ゾロトゥルン州リッケンバッハ出身。
教員養成学校に通った後、フリブール大学やバーゼル大学へと通い文芸学を学んでいたが、健康上の理由により退学する。1944年には最初の作品である詩集を発表した。1948年にはアールガウ州ビューレンロスに位置するファー修道院に入っている。
彼女は生涯で60作品以上の作品を残し、1956年と1992年にはスイス・シラー基金賞を受賞している。